# Хартиган, Памела
Паме́ла Ха́ртиган (англ. Pamela Hartigan; 26 апреля 1948 — 12 августа 2016) — директор Центра социального предпринимательства Сколла в Школе Бизнеса Саид Оксфордского университета. Партнёр-учредитель Volans Ventures.

## Биография
Памела Хартиган родилась в Латинской Америке в 1948 году.
Она получила степень бакалавра и магистра в области Международной экономики в Школе дипломатической службы университета Джорджтаун и в Университете европейских исследований в Брюсселе. Она получила степень магистра образования в Американском университете, ей была присуждена учёная степень доктора философии в области психологии развития человека в Католическом университете Америки.
Памела Хартиган свыше 10 лет поддерживала общинные организации и работала с молодёжью в Вашингтоне, округ Колумбия. Она руководила рядом программ и департаментов Всемирной организации здравоохранения, включая программу «Женщины, здоровье и развитие», Департаментом охраны здоровья, Департаментом по предупреждению насилия и травматизма.
В октябре 2000 года, Памела Хартиган стала первым управляющим директором в Фонде социального предпринимательства Шваба.
В 2008 году, Памела Хартиган стала соавтором книги «Власть неразумных людей: как социальные предприниматели создают рынки, которые меняют мир».
Памела Хартиган умерла 12 августа 2016 года в своём доме во Франции.